# Mesamia ruptura
Mesamia ruptura är en insektsart som beskrevs av Delong 1980. Mesamia ruptura ingår i släktet Mesamia och familjen dvärgstritar. Inga underarter finns listade i Catalogue of Life.